# بیلی رایت (بازیکن فوتبال)
بِیلی رایت (انگلیسی: Bailey Wright؛ زادهٔ ۲۸ ژوئیهٔ ۱۹۹۲) یک بازیکن فوتبال اهل استرالیا است.
وی همچنین در تیم ملی فوتبال استرالیا بازی کرده‌است.